# Чарлі Чан у будинку воскових фігур
Чарлі Чан у будинку воскових фігур (англ. Charlie Chan at the Wax Museum) — американський пригодницький трилер режисера Лінна Шоурса 1940 року.

## Сюжет
Вбивця ховається в музеї воскових фігур в Нью-Йорку, де він сподівається провести пластичну операцію, яка допоможе йому помститися Чарлі Чану.

## У ролях
- Сідні Толер — Чарлі Чан
- Віктор Сен Юнґ — Джиммі Чан
- К. Генрі Ґордон — доктор Крем
- Марк Лоуренс — Стів МакБірні
- Джоан Валері — Лілі Латімер
- Маргарит Чепман — Мері Болтон
- Тед Осборн — Том Агню
- Майкл Вісарофф — доктор Отто фон Бром
- Гільда Вон — місіс Роке
- Чарльз Ваґенгейм — Віллі Ферн
- Арчі Твітчелл — Картер Лейн
- Едді Марр — Ґренок
- Джо Кінґ — інспектор O'Метьюз
- Гарольд Гудвін — Едвардс